# Рясці
Рясці (рос. Рясцы) — присілок в Палкінському районі Псковської області Російської Федерації.
Населення становить 23 особи. Входить до складу муніципального утворення Качановська волость.

## Історія
Від 2015 року входить до складу муніципального утворення Качановська волость.

## Населення
| 2001 | 2002 | 2010 | 2016 |
| ---- | ---- | ---- | ---- |
| 31   | ↘22  | ↘20  | ↗23  |